# Forò

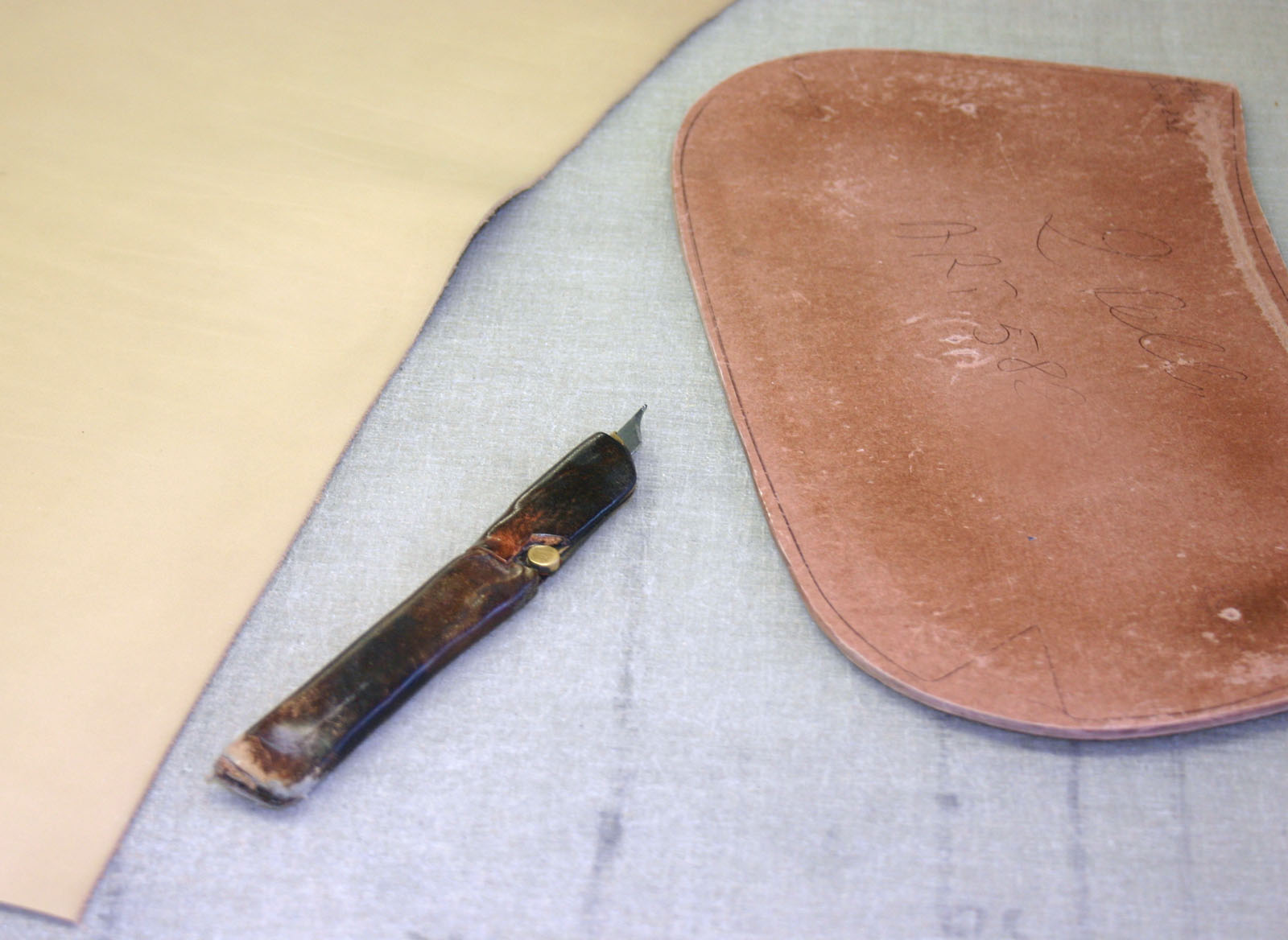
Forò sul banco di lavoro

Il forò è un trincetto in metallo utilizzato per il taglio del pellame nelle pelletterie e valigerie.

## Forma e costruzione
Il forò ha un'anima di acciaio affilata tramite una pietra e una lima (dalla sezione triangolare). Questa anima è avvolta in un trincetto di ottone con un fermo per la lama. L'altra estremità è piatta e spesso ci si può trovare un piccolo punteruolo. La lama è flessibile e va periodicamente riaffilata, rigorosamente a mano.
Negli ultimi anni è stato introdotto anche un forò a lama fissa e manico in plastica, più facilmente utilizzabile.

## Utilizzo
Fino all'avvento delle macchine da pelletteria elettriche (trance) è stato l'unico metodo per lavorare le pelli di ogni animale. L'utilizzo principale è quello di tagliare i singoli pezzi che poi vengono "montati" per ottenere valigie, borse, cinture e accessori. Ad oggi viene ancora utilizzato nelle modellerie del settore calzaturiero da ogni Modellista che possa essere definito tale; viene usato in fasi di campionario da tagliatori esperti in parallelo al taglio con macchine elettroniche; ed infine è usato per piccole produzioni e in generale quando si cerca la massima qualità specialmente nelle lavorazioni a taglio vivo (o taglio netto). Il forò è difficile da usare e richiede una discreta forza fisica e molta abilità manuale.

## Curiosità
- Un tempo l'anima di acciaio del forò si ricavava dalle molle in acciaio armonico delle sveglie.
- In passato il forò veniva ricavato dai tubi di ottone degli idraulici, martellato e piegato.